# Република Македонија на Летњим олимпијским играма 2004.
Република Македонија на Летњим олимпијским играма учествује трећи пут као самостална земља. На Олимпијским играма 2004., у Атини, у Грчкој учествовала је са 10 учесника (7 мушкараца и 3 жене), који су се такмичили у пет индивидуалних спортова.
Заставу Македоније на свечаном отварању Олимпијских игара 2004. носио је бивши кошаркашки репрезентативац Југославије сребрни из Монтреала 1976. Благоје Георгијевски.
Екипа Македоније није освојила ниједну медаљу.
Најмлађа такмичарка у екипи Македоније била је пливачица Весна Стојановска са тек напуњених 19 година и 208 дана), а најстарији кајакаш Лазар Поповски са 30 година и 93 дана.
Најуспешнији такмичар био је кајакаш Лазар Поповски који је у дисциплини кајак слалом, са освојеним 16 местом.

## Спортисти Републике Македоније по дисциплинама
| Спорт                         | Мушкарци | Жене | Укупно |
| ----------------------------- | -------- | ---- | ------ |
| Атлетика                      | 1        | 1    | 2      |
| Кајак и кану на дивљим водама | 1        | 0    | 1      |
| Пливање                       | 3        | 1    | 4      |
| Стрељаштво                    | 0        | 1    | 1      |
| Рвање сл стил                 | 2        | 0    | 2      |
| Укупно (5)                    | 7        | 3    | 10     |

## Резултати по дисциплинама

### Атлетика

#### Мушкарци
| Атлетичар    | Дисциплина | Група    | Група | Четвртфинале | Четвртфинале | Полуфинале | Полуфинале | Финале           | Финале           |
| Атлетичар    | Дисциплина | Резултат | Место | Резултат     | Место        | Резултат   | Место      | Резултат         | Место            |
| ------------ | ---------- | -------- | ----- | ------------ | ------------ | ---------- | ---------- | ---------------- | ---------------- |
| Реџеп Селман | троскок    | 15,29    | 37/39 |              |              |            |            | Није се пласирао | Није се пласирао |

### Жене
| Атлетичарка  | Дисциплина | Група    | Група    | Четвртфинале | Четвртфинале | Полуфинале | Полуфинале | Финале            | Финале            | Детаљи |
| Атлетичарка  | Дисциплина | Резултат | Место    | Резултат     | Место        | Резултат   | Место      | Резултат          | Место             | Детаљи |
| ------------ | ---------- | -------- | -------- | ------------ | ------------ | ---------- | ---------- | ----------------- | ----------------- | ------ |
| Ивана Рожман | троскок    | 12,92    | 7 у гр 1 |              |              |            |            | Није се пласирала | Није се пласирала |        |

### Кајак и кану на дивљим водама

#### Мушкарци
| Лазар Поповски | К-1 | 96,92 | 8 | 96,14 | 6 | 193,06 | 6 | 100,80 | 16/25 | Није се пласирао | Није се пласирао | Није се пласирао | Није се пласирао |

## Пливање

#### Мушкарци
| Пливач                  | Дисциплина     | Група   | Група   | Полуфинале       | Полуфинале       | Финале           | Финале           |
| Пливач                  | Дисциплина     | Време   | Пласман | Време            | Пласман          | Време            | Пласман          |
| ----------------------- | -------------- | ------- | ------- | ---------------- | ---------------- | ---------------- | ---------------- |
| Александар Маленко      | 200 м слободно | 1:53,00 | 35/59   | Није се пласирао | Није се пласирао | Није се пласирао | Није се пласирао |
| Александар Миладиновски | 100 м делфин   | 55,71   | 45/59   | Није се пласирао | Није се пласирао | Није се пласирао | Није се пласирао |
| Александар Миладиновски | 200 м мешовито | 2:07,39 | 38/50   | Није се пласирао | Није се пласирао | Није се пласирао | Није се пласирао |
| Зоран Лазаровски        | 200 м делфин   | 2:02,26 | 27/39   | Није се пласирао | Није се пласирао | Није се пласирао | Није се пласирао |

#### Жене
| Пливач            | Дисциплина     | Група   | Група   | Полуфинале        | Полуфинале        | Финале            | Финале            |
| Пливач            | Дисциплина     | Време   | Пласман | Време             | Пласман           | Време             | Пласман           |
| ----------------- | -------------- | ------- | ------- | ----------------- | ----------------- | ----------------- | ----------------- |
| Весна Стојановска | 200 м слободно | 2:04,64 | 34/41   | Није се пласирао  | Није се пласирао  | Није се пласирао  | Није се пласирао  |
| Весна Стојановска | 400 м слободно | 58,68   | 4:19,39 | Није се пласирала | Није се пласирала | Није се пласирала | Није се пласирала |
| Весна Стојановска | 200 м делфин   | 2:16,51 | 26/32   | Није се пласирала | Није се пласирала | Није се пласирала | Није се пласирала |

## Стрељаштво

### Жене
| Стрелац     | Дисциплина          | Квалификација | Квалификација | Финале           | Финале           | Плаасман         |
| Стрелац     | Дисциплина          | Резултат      | Пласман       | Резултат         | Укупно           | Плаасман         |
| ----------- | ------------------- | ------------- | ------------- | ---------------- | ---------------- | ---------------- |
| Дивна Пешић | Ваздушна пушка 10 м | 368           | 44/44         | Није се пласирао | Није се пласирао | Није се пласирао |

| Стрелац     | Дисциплина         | 1  | 2  | Лежећи | 3  | 4  | Клечећи | 5  | 6  | Стојећи | Укупно | Пласман |
| ----------- | ------------------ | -- | -- | ------ | -- | -- | ------- | -- | -- | ------- | ------ | ------- |
| Дивна Пешић | Пушка 50 м тростав | 94 | 94 | 188    | 95 | 87 | 182     | 95 | 90 | 185     | 555    | 32/32   |

## Рвање

### Мушкарци
| Категорија | Коло    | 1. рвач                                | Резултат | 2. рвач                                |
| ---------- | ------- | -------------------------------------- | -------- | -------------------------------------- |
| до 74 кг   | 1. коло | Сихамир Османов Република Македонија   | 1:3      | Николај Паслар Бугарска                |
| до 74 кг   | 2. коло | Кристијан Бржовски Пољска              | 4:0      | Сихамир Османов Република Македонија   |
| до 84      | 1. коло | Мохамед Ибрахимов Република Македонија | 0:4      | Moon Eui-Jae Јужна Кореја              |
| до 84      | 2. коло | Мирослав Гочев Бугарска                | 4:2      | Мохамед Ибрахимов Република Македонија |

| Дисциплина | Рвач              | Место | Број учесника | Детаљи |
| ---------- | ----------------- | ----- | ------------- | ------ |
| до 74 кг   | Сихамир Османов   | 17    | 21            |        |
| до 84      | Могамед Ибрагимов | 12    | 22            |        |